# Ermida de Santa Maria (Odemira)
A Ermida de Santa Maria, também conhecida como Capela de Nossa Senhora da Piedade, é um monumento religioso em ruínas na vila da Odemira, na região do Alentejo, em Portugal. Foi provavelmente construída na Idade Média, tendo chegado a ser muito afamada devido à sua ligação aos milagres marianos. Porém, devido à sua localização na margem do Rio Mira, foi por diversas vezes danificada por cheias, motivo pelo qual foi substituída por um novo santuário, construído entre os finais do século XIX e os princípios do XX,

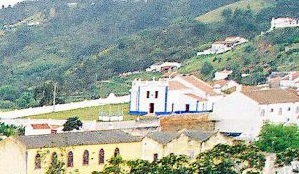
Vista da Ermida de Nossa Senhora da Piedade, em 2006.

## Descrição e história
O monumento encontra-se na margem Sul do Rio Mira, nas imediações da vila de Odemira, junto à ponte metálica, e à antiga barca para passagem do rio. O edifício desapareceu quase por completo, tendo sobrevivido apenas o arco do nártex.
O local onde se encontra a ermida poderá ter sido um centro religioso pré-cristão. Foi construída provavelmente no século XIII, tendo-se tornado num centro de peregrinação famoso ainda durante a Idade Média, devido aos alegados milagres que eram ali feitos pela Virgem Maria. Uma das cantigas de Santa Maria, recolhidas pelo rei Afonso X de Castela no século XIII, é dedicada à ermida. O monarca referiu que esta cantiga, a número 327, foi baseada numa lenda contada por peregrinos no Caminho de Santiago, e relata um milagre que foi feito por Santa Maria em Odemira. Desta forma, a vila pode ser integrada num percurso em território nacional até ao Santuário de Compostela, que se iniciava no Cabo de São Vicente, no Algarve. Junto da ermida situava-se a albergaria da barca, para ajudar os peregrinos, nas imediações da barca que era utilizada para atravessar o rio, e cujos marcos ainda são visíveis nas margens.
Devido à sua localização, muito próxima da margem do Rio Mira, o templo era frequentemente atingido pelas cheias. Segundo o historiador José António Falcão, isto deu origem a uma lenda onde apesar das águas do rio invadirem o edifício, nunca ultrapassavam em altura o altar, e não submergiam a imagem de Nossa Senhora da Piedade. Este relato pode ser uma indicação de como o local onde se ergue a capela tem um significado espiritual muito antigo, além que a invocação de Nossa Senhora da Piedade «está muito associada aos rios, tem a ver com uma antiga divindade que também perdia o seu filho, que depois renascia com as águas».
No século XVII a ermida mudou de dedicação, passando a ter como padroeira Nossa Senhora da Piedade. Na obra Portugal antigo e moderno, publicada em 1875 por Pinho Leal, é descrita a Capela de Nossa Senhora da Piedade: «Na beira da mesma estrada [para São Teotónio], e próximo á barca, está a capella de Nossa Senhora da Piedade. É vasta, com um bello retábulo, de excellente talha, onde está a padroeira; com a qual todos os povos das visinhanças, e ainda de longe, teem particular devoção. A capella está bastante damnificada, em razão do pouco zelo do seu administrador, que é o parocho da freguezia de Nossa Senhora da Assumpção, da villa, pois, sendo em alguns annos o producto das esmolas á Senhora, de 150$000 réis (sem que esse rendimento seja incluído na congrua do parocho), e tendo a imagem algumas jóias de ouro, se podia muito bem restaurar a capella. O parocho limita se apenas, a fazer uma festa insignificante, á Senhora, em 8 de setembro, para receber as esmolas dos devotos. Segundo a tradição é um sanctuario antiquissimo; mas não se sabe mais nada, nem o Sanctuario Marianno o menciona.»
Devido às frequentes cheias que atingiam a ermida, esta foi substituída por um novo templo, edificado entre os finais do século XIX e os princípios do XX, num local mais elevado, e portanto ao abrigo das cheias. Porém, segundo o historiador António Martins Quaresma, esta transferência enfrentou alguma resistência popular. Posteriormente, o local onde se encontra a ermida deixou de ser assolado pelas cheias, devido à construção da Barragem de Santa Clara, que represa o Rio Mira. O edifício desapareceu quase completamente, apenas restando alguns vestígios.

## Leitura recomendada
- QUARESMA, António Martins (1989). Odemira: Subsídios para uma Monografia. Odemira: Câmara Municipal de Odemira